# Pumptrack-Weltmeisterschaften
Bei den Pumptrack-Weltmeisterschaften werden durch den Radsport-Weltverband UCI und das Unternehmen Velosolutions die Weltmeister in der Disziplin Pumptrack ermittelt. Die Wettbewerbe finden in den Kategorien Männer und Frauen statt, startberechtigt sind Fahrer und Fahrerinnen ab einem Alter von 17 Jahren. Qualifizieren kann man sich in über 20 Qualifikationsrunden, die weltweit ausgetragen werden.

## Geschichte
Bereits 2009 hatte es am Rande der Mountainbike-WM in Canberra eine privat organisierte, aber sehr gut besetzte „Weltmeisterschaft“ im Pumptrack gegeben.
2018 sponsorte das Unternehmen Red Bull eine vom Veranstalter Velosolutions organisierte, weltweite Pumptrack-Veranstaltungsserie für Männer und Frauen, die als Qualifikation zu einer ebenfalls als Weltmeisterschaft bezeichneten Abschlussveranstaltung im amerikanischen Springdale diente. Es gewannen David Graf und Christa von Niederhäusern aus der Schweiz.
Der Erfolg dieser Veranstaltung rief den Radsport-Weltverband UCI auf den Plan, der auf seinem Kongress im September 2018 die Aufnahme von Pumptrack in sein Programm beschloss. Die Weltmeisterschaften 2019 fanden erstmals unter dem Dach der UCI statt, wobei Velosolutions weiterhin als Veranstalter und Red Bull als Namenssponsor fungierte. 2020 entfiel die WM infolge der Corona-Pandemie. 2023 schied Red Bull als Namenssponsor aus; die Veranstaltung heißt nunmehr schlicht „UCI-Pumptrack-Weltmeisterschaften“.
2025 sollen die Wettkämpfe im Rahmen der Mountainbike-Weltmeisterschaften im Wallis stattfinden. Für 2027 ist ihre Integration in die allgemeinen Radsport-Weltmeisterschaften in der Haute-Savoie vorgesehen.

## Austragungen
Bis einschließlich 2024 fanden die Weltmeisterschaften 6 Mal statt.
- 2018:  Springdale
- 2019:  Bern
- 2020: keine Austragung
- 2021:  Lissabon
- 2022:  Santiago
- 2023:  Ötztal
- 2024:  Durban
- 2025:  Monthey

## Palmarès

### Männer
| Jahr                         | Gold                                  | Silber                                | Bronze                                |
| ---------------------------- | ------------------------------------- | ------------------------------------- | ------------------------------------- |
| Red-Bull-Weltmeisterschaften |                                       |                                       |                                       |
| 2018                         | David Graf                            | Eddy Clerté                           | Berry Nobles                          |
| UCI-Weltmeisterschaften      |                                       |                                       |                                       |
| 2019                         | Tommy Zula                            | Tristan Borel                         | Eddy Clerté                           |
| 2020                         | nicht ausgetragen (COVID-19-Pandemie) | nicht ausgetragen (COVID-19-Pandemie) | nicht ausgetragen (COVID-19-Pandemie) |
| 2021                         | Eddy Clerté                           | Philip Schaub                         | Thibault Dupont                       |
| 2022                         | Niels Bensink                         | Alec Bob                              | Thibault Dupont                       |
| 2023                         | Alec Bob                              | Mattia Costerman                      | Eddy Clerté                           |
| 2024                         | Ryan Gilchrist                        | Aaron Donald                          | Alec Bob                              |

### Frauen
| Jahr                         | Gold                                  | Silber                                | Bronze                                |
| ---------------------------- | ------------------------------------- | ------------------------------------- | ------------------------------------- |
| Red-Bull-Weltmeisterschaften |                                       |                                       |                                       |
| 2018                         | Christa von Niederhäusern             | Merel Smulders                        | Laura Smulders                        |
| UCI-Weltmeisterschaften      |                                       |                                       |                                       |
| 2019                         | Payton Ridenour                       | Nadine Aeberhard                      | Christa von Niederhäusern             |
| 2020                         | nicht ausgetragen (COVID-19-Pandemie) | nicht ausgetragen (COVID-19-Pandemie) | nicht ausgetragen (COVID-19-Pandemie) |
| 2021                         | Aiko Gommers                          | Payton Ridenour                       | Christa von Niederhäusern             |
| 2022                         | Christa von Niederhäusern             | Sabina Košárková                      | Vineta Pētersone                      |
| 2023                         | Christa von Niederhäusern             | Sabina Košárková                      | Alina Beck                            |
| 2024                         | Sabina Košárková                      | Nadine Aeberhard                      | Vineta Pētersone                      |